# Broekpolder (Rijswijk)
De Broekpolder is een poldergebied en voormalig waterschap in de gemeente Rijswijk, in de Nederlandse provincie Zuid-Holland.
Het waterschap was in 1876 ontstaan uit de twee volgende waterschappen:
- de Nieuwe Broekpolder (onder Rijswijk)
- de Oude Broekpolder (onder Rijswijk)

In 1923 werd het waterschap weer gesplitst in:
- de Hoge Broekpolder en
- de Lage Broekpolder

In het zuiden grenst de driehoekig gevormde Broekpolder aan polder Klein-Vrijenban, in het oosten aan de Tedingerbroekpolder en de Polder van Nootdorp. In het westen grenst de polder aan de Schie.

## Huidig gebruik
Tegenwoordig is het gebied grotendeels bebouwd met een gelijknamig industrieterrein en ten oosten daarvan (gescheiden door de A13/A4 de woonwijk Ypenburg.